# Zimbabwe nos Jogos Olímpicos de Verão de 1984
Zimbabwe competiu nos Jogos Olímpicos de Verão de 1984 em Los Angeles, Estados Unidos.

## Resultados por Evento

### Atletismo
200 m masculino
- Christopher Madzokere

400 m masculino
- Chris Madzokere
  - Eliminatórias — 48.49 (→ não avançou)

800 m masculino
- Tapfumaneyi Jonga

1.500 m masculino
- Tapfumaneyi Jonga

5.000 m masculino
- Zephaniah Ncube
  - Eliminatórias — 13:46.33
  - Semifinais — 13:53.25 (→ não avançou)

10.000 m masculino
- Zephaniah Ncube
  - Eliminatórias - 28:28.53
  - Final — 28:31.61 (→ 11º lugar)

Maratona masculina
- Patrick Nyambarito — 2:37:18 (→ 67º lugar)
- Tommy Lazarua — não terminou (→ sem classificação)

Lançamento de disco feminino
- Mariette Van Heerden
  - Classificatória — 50.54m (→ não avançou)

### Boxe
Peso Galo (– 54 kg)
- Ndaba Dube
  - Primeira Rodada — Bye
  - Segunda Rodada — Derrotou Amon Neequaye (Gana), 5-0
  - Terceira Rodada — Derrotou Louis Gomis (França), 5-0
  - Quartas-de-final — Perdeu para Héctor López (México), 0-5

Peso Meio-médio ligeiro (– 71 kg)
- Ambrose Mlilo
  - Primeira Rodada — Bye
  - Segunda Rodada — Perdeu para Manfred Zielonka (Alemanha Ocidental), 1-4

Peso Meio-médio(– 75 kg)
- Arigoma Mayero
  - Primeira Rodada — Bye
  - Segunda Rodada — Perdeu para Tom Corr (Irlanda), 0-5

### Saltos ornamentais
Trampolim feminino
- Lesley Smith
- Antonette Wilken

### Tiro
Carabina de ar masculino
- Dennis Hardman

Carabina três posições masculino
- Dennis Hardman

Carabina deitado 50 m
- Dennis Hardman

Fossa olímpica
- Clive Conolly

Skeet
- Bob Warren-Codrington

### Vela
- Guy Grossmith